# Natasha Bassett

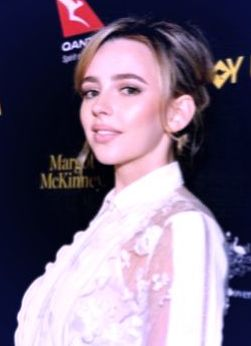
Natasha Bassett (2017)

Natasha Bassett (ur. 16 października 1992 w Sydney) – australijska aktorka, która grała m.in. w filmach Ave, Cezar!, Elvis i Britney Ever After.

## Filmografia

### Filmy
| Rok  | Tytuł                                | Rola            | Uwagi       | Przypisy |
| ---- | ------------------------------------ | --------------- | ----------- | -------- |
| 2012 | Mental                               | Kay             |             |          |
| 2013 | Kite                                 | Babysitter      | krótkometr. |          |
| 2013 | The Last Goodbye                     | Stella          |             |          |
| 2016 | Katie się żegna (Katie Says Goodbye) | Sara            |             |          |
| 2016 | Ave, Cezar! (Hail, Caesar!)          | Gloria DeLamour |             | [ 1 ]    |
| 2016 | House by the Lake                    | Gwen            |             |          |
| 2016 | Przedpiekle (Desolate)               | Kayla May       |             |          |
| 2018 | Sieć podejrzeń (Spinning Man)        | Carrie          |             |          |
| 2020 | Spy Intervention                     | Alexandra       |             |          |
| 2021 | The Pale Door                        | Pearl           |             |          |
| 2020 | Potężne sierotki (12 Mighty Orphans) | Opal            |             |          |
| 2022 | Elvis                                | Dixie Locke     |             |          |

### Telewizja
| Rok  | Tytuł                   | Rola           | Uwagi              | Przypisy |
| ---- | ----------------------- | -------------- | ------------------ | -------- |
| 2009 | Dungoona                | Gemma          | film TV            |          |
| 2010 | I Rock                  | Timpani        | 1 odc.             |          |
| 2010 | Cops LAC                | Brooke Lucas   | 1 odc.             |          |
| 2011 | Rake                    | Tara           | 3 odc.             | [ 1 ]    |
| 2013 | Camp                    | Chloe          | 9 odc.             | [ 1 ]    |
| 2013 | In Your Dreams          | Natalie        | 1 odc.             |          |
| 2014 | Here's Your Damn Family | Emma           | 1 odc.             |          |
| 2017 | Britney Ever After      | Britney Spears | film TV            | [ 1 ]    |
| 2020 | Operacja Buffalo        | Alice          | miniserial, 5 odc. |          |